# Niżnieje Czupachino
Niżnieje Czupachino (ros. Нижнее Чупахино) – wieś (ros. село, trb. sieło) w zachodniej Rosji, w sielsowiecie olchowskim rejonu chomutowskiego w obwodzie kurskim.

## Geografia
Miejscowość położona jest nad rzeką Suchaja Amońka, 17 km od centrum administracyjnego sielsowietu olchowskiego (Olchowka), 26,5 km od centrum administracyjnego rejonu (Chomutowka), 98 km od Kurska.

## Historia
Do czasu reformy administracyjnej w roku 2010 wieś Niżnieje Czupachino była centrum administracyjnym sielsowietu niżnieczupachińskiego, który w tymże roku został (wraz z sielsowietami nadiejskim i bolszealeszniańskim) włączony w sielsowiet olchowski.

## Demografia
W 2010 r. miejscowość zamieszkiwało 67 osób.